# Râul Beudiu
Râul Beudiu este un curs de apă, afluent al râului Apatiu. 